# NGC 631
NGC 631 est une galaxie elliptique située dans la constellation des Poissons. NGC 631 a été découverte par l'astronome allemand Albert Marth en 1864.

## Caractéristiques
Sa vitesse par rapport au fond diffus cosmologique est de 5 334 ± 30 km/s, ce qui correspond à une distance de Hubble de 78,7 ± 5,5 Mpc (∼257 millions d'al).
À ce jour, une mesure non basée sur le décalage vers le rouge (redshift) donne une distance d'environ 138,000 Mpc (∼450 millions d'al). Cette valeur est très loin à l'extérieur des valeurs de la distance de Hubble. Notons que c'est avec la valeur moyenne des mesures indépendantes, lorsqu'elles existent, que la base de données NASA/IPAC calcule le diamètre d'une galaxie.

## Paire de galaxies

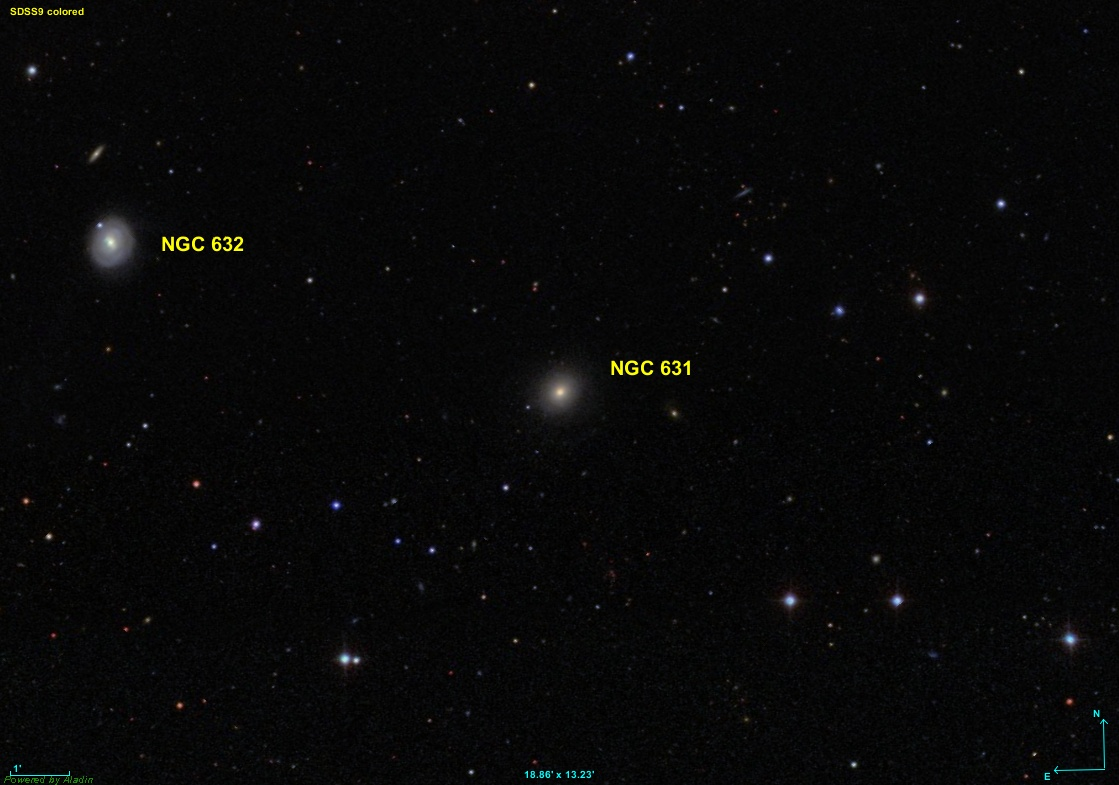
NGC 631 et NGC 632, une paire de galaxies purement optique.

Selon E.L. Turner, les galaxies NGC 631 et NGC 632 forment une paire de galaxies rapprochées. La distance de Hubble de NGC 632 est cependant beaucoup plus petite (42,3 ± 3,0 Mpc. Ces deux galaxies forment donc une paire purement optique.